# Estadio Municipal de la Juventud
El Estadio Municipal de la Juventud es un recinto deportivo ubicado en el distrito de Chongoyape, en la provincia de Chiclayo, departamento de Lambayeque. Principalmente utilizado para la práctica del fútbol, cuenta con una capacidad modesta y sirve como sede para eventos deportivos y recreativos de la localidad. Es el escenario donde se disputan partidos de ligas locales y regionales, entre ellos los partidos de Pirata FC y Juan Pablo II College en Liga 2